# Tošimicu Dejama
Tošimicu Dejama (angl. přepis Toshimitsu Deyama, jap. 出山 利三 - [Dejama Tošimicu]), známý spíše pod jménem „Toshi“, je bývalým zpěvákem a zároveň jedním ze zakladatelů populární skupiny X Japan, která se rozpadla v roce 1997. Následně zasvětil svou kariéru tzv. „healing music“, neboli „uzdravující hudbě“ a pořádal malé koncerty po celém Japonsku a okolních zemích (Čína, Korea), kde vystupoval zejména v domovech důchodců, věznicích, hospicech a ústavech pro postižené. 22. října 2007 se připojil k znovuobnoveným X Japan.